# Web part
Web Part (рус. часть сети), также именуемая Web Widget — серверный элемент управления ASP.NET, добавляемый пользователями к области Web Part (Web Part Zone) на страницах с поддержкой Web Part в ходе выполнения. Элементы управления позволяют конечным пользователям изменять содержимое страниц (контент), режим отображения и поведение веб-страниц прямо из браузера.
Web Parts могут применяться как дополнительная ASP.NET-технология для Windows SharePoint Services.
Web Parts эквивалентны портлетам, но они не требуют обязательного наличия веб-портала, такого как, например, SharePoint для их поддержки.